# Бакли, Алан Джон
А́лан Джон (А. Дж.) Ба́кли (англ. Alan John "A. J." Buckley, род. 9 февраля 1978, Дублин) — канадский актёр ирландского происхождения.

## Ранняя жизнь и карьера
Бакли родился в Дублине, Ирландия. В возрасте шести лет он вместе с семьёй иммигрировал в Канаду. В подростковом возрасте он начал карьеру на телевидении, снявшись в эпизодах таких телесериалов, как «Одиссея», «Секретные материалы» (эпизод «Война копрофагов») и «Тысячелетие»
С 2005 по 2013 год регулярно снимался в роли сотрудника лаборатории Адама Росса в полицейском сериале «C.S.I.: Место преступления Нью-Йорк».

## Личная жизнь
31 декабря 2012 года Бакли сделал предложение своей девушке Эбигейл Оксе, с которой встречался два года, во время отпуска на Гавайях. 3 сентября 2013 года Бакли объявил, что они с невестой станут родителями. 19 января 2014 года родилась их дочь, которую назвали Уиллоу Феникс Бакли.

## Фильмография
Полную фильмографию см. в английском разделе.
| Год       |   | Русское название                    | Оригинальное название     | Роль                                 |
| --------- | - | ----------------------------------- | ------------------------- | ------------------------------------ |
| 1998      | ф | Непристойное поведение              | Disturbing Behavior       | Чарльз «Чаг» Роман                   |
| 2000      | ф | Своя тусовка                        | The In Crowd              | Уэйн                                 |
| 2001      | ф | Ночь вампиров                       | The Forsaken              | Майк                                 |
| 2002      | ф | Артефакт                            | Wishcraft                 | Хоуи                                 |
| 2002      | ф | Лихорадка по девчонкам              | Girl Fever                | Джесси                               |
| 2003      | ф | Зловещее предупреждение             | Silent Warnings           | Лейн Воссимер                        |
| 2004      | ф | U-429: Подводная тюрьма             | U.S.S. Swordfish          | медик на подлодке «U.S.S. Swordfish» |
| 2005—2013 | с | C.S.I.: Место преступления Нью-Йорк | CSI: New York             | Адам Росс                            |
| 2006—2014 | с | Сверхъестественное                  | Supernatural              | Эд Зеддмор                           |
| 2007      | ф | Широко шагая 2: Расплата            | Walking Tall: The Payback | Харви Моррис                         |
| 2015      | с | Убийство первой степени             | Murder in the First       | Марти «Джуниор» МакКормак            |
| 2017—2022 | с | Спецназ                             | SEAL Team                 | Сонни Куинн                          |